# Johann Albrecht von Seelstrang
Johann Albrecht von Seelstrang (geb. 1690; gest. 18. Jahrhundert) war ein preußischer Landesdeputierter und Landrat.

## Leben
Der Vater von Johann Albrecht von Seelstrang war Erbherr auf Gladisgorpe im Fürstentum Sagan. Im Jahr 1723 fungierte er als Landesdeputierter und Obersteuereinnehmer ebenda. Zu Beginn des Jahres 1742 wurde er erster Landrat des Kreises Sagan. 1745 wurde ihm Joachim Ernst von Zech auf Groß Dobritsch (Kreis Sagan) beigeordnet, der das Amt als Landrat noch im gleichen Jahr übernahm und es bis 1761 alleinverantwortlich weiterführte.